# Костенеевское сельское поселение
Костенеевское се́льское поселе́ние — муниципальное образование в Елабужском районе Татарстана Российской Федерации.
Административный центр — село Костенеево.

## История
Статус и границы сельского поселения установлены Законом Республики Татарстан от 31 января 2005 года № 22-ЗРТ «Об установлении границ территорий и статусе муниципального образования "Елабужский муниципальный район" и муниципальных образований в его составе».
В 2011 году село Покровское переведено из Мурзихинского сельского поселения в состав Костенеевского сельского поселения.

## Население
| 2010  | 2011  | 2012  | 2013  | 2014  | 2015  | 2016  |
| ----- | ----- | ----- | ----- | ----- | ----- | ----- |
| 1110  | ↗1111 | ↘1107 | ↗1113 | ↘1093 | ↘1091 | ↘1071 |
| 2017  | 2018  |       |       |       |       |       |
| ↘1043 | ↘1023 |       |       |       |       |       |

## Состав сельского поселения
| № | Населённый пункт | Тип населённого пункта       | Население |
| - | ---------------- | ---------------------------- | --------- |
| 1 | Казыли           | деревня                      | 96        |
| 2 | Костенеево       | село, административный центр | 462       |
| 3 | Котловка         | село                         | 229       |
| 4 | Свиногорье       | село                         | 47        |
| 5 | Покровское       | село                         | 143       |